# Cugnot (pâtisserie)
Pour les articles homonymes, voir Cugnot.
Le cugnot est une brioche de formes diverses selon les régions, recouverte ou non de sucre perlé.

## Histoire
Son origine remonte au Moyen Âge, durant lequel son aire de fabrication s'étendit à l'ensemble de la Picardie, au Nord-Pas-de-Calais ainsi qu'à la Belgique.

Traditionnellement proposé aux enfants entre la Saint-Nicolas et l'Épiphanie, sa forme originelle était oblongue, rappelant la naissance de l'enfant Jésus, emmailloté dans son berceau.

## Dégustation
Autrefois servi avec une orange, dont on pressait le jus sur les tartines, il est aujourd'hui dégusté presque toute l'année (dans d'autres formes que celle de la Noël) au petit-déjeuner comme au goûter, avec de la confiture, de la pâte à tartiner ou simplement trempé dans du café, du chocolat chaud, ou encore un jus de fruit.
Il entre également dans la confection de l’œuf brioché.

La coupole de la brioche est coupée, l'intérieur évidé, on y ajoute un œuf cru avec du jambon, puis on passe le tout quelques minutes au four. Les plus gourmands peuvent également ajouter du fromage râpé puis faire gratiner.